# Hiệp ước Lực lượng hạt nhân tầm trung
Hiệp ước về loại bỏ tên lửa tầm trung và tầm ngắn (tiếng Nga: Договор о ликвидации ракет средней и меньшей дальности / ДРСМД, Dogovor o likvidatsiy raket sredney i menshey dalnosti viết tắt là DRSMD), (tiếng Anh: Intermediate-Range Nuclear Forces Treaty, viết tắt là INF) là một thỏa thuận giữa Hoa Kỳ và Liên Xô, được ký bởi Ronald Reagan và Mikhail Gorbachev vào ngày 8 tháng 12 năm 1987 trong hội nghị thượng đỉnh Mỹ-Xô ở Washington. Hiệp ước có hiệu lực vào ngày 1 tháng 6 năm 1988. Lần đầu tiên trong lịch sử, hiệp ước cho phép loại bỏ cả một nhóm vũ khí: các bên cam kết tiêu diệt tất cả các tên lửa đạn đạo và tên lửa hành trình trên mặt đất tầm trung (1.000 5.500 km) và tầm ngắn hơn (từ 500 đến 1.000 km) tên lửa trong tương lai.
Theo Hiệp ước, các bên phải rút tất cả các bệ phóng và tên lửa đất đối đất có tầm bắn từ 500 đến 5.500 km, bao gồm cả tên lửa trên cả lãnh thổ châu Âu và châu Á của Liên Xô, trong vòng ba năm. Hiệp ước được cung cấp cho các thủ tục kiểm tra của các thanh tra viên, những người muốn theo dõi sự phá hủy của các tên lửa bên đối diện.
Sau khi cáo buộc Nga vi phạm hiệp ước INF, Tổng thống Donald Trump tuyên bố vào ngày 20 tháng 10 năm 2018 rằng Mỹ sẽ rút lui khỏi hiệp ước này, và nước này chính thức rút lui khỏi hiệp ước vào ngày 1/2/2019. Phía Nga cũng tuyên bố rút lui vào ngày hôm sau (2/2). Kể từ đây hiệp ước INF đã thực sự không còn tồn tại.

## Bối cảnh

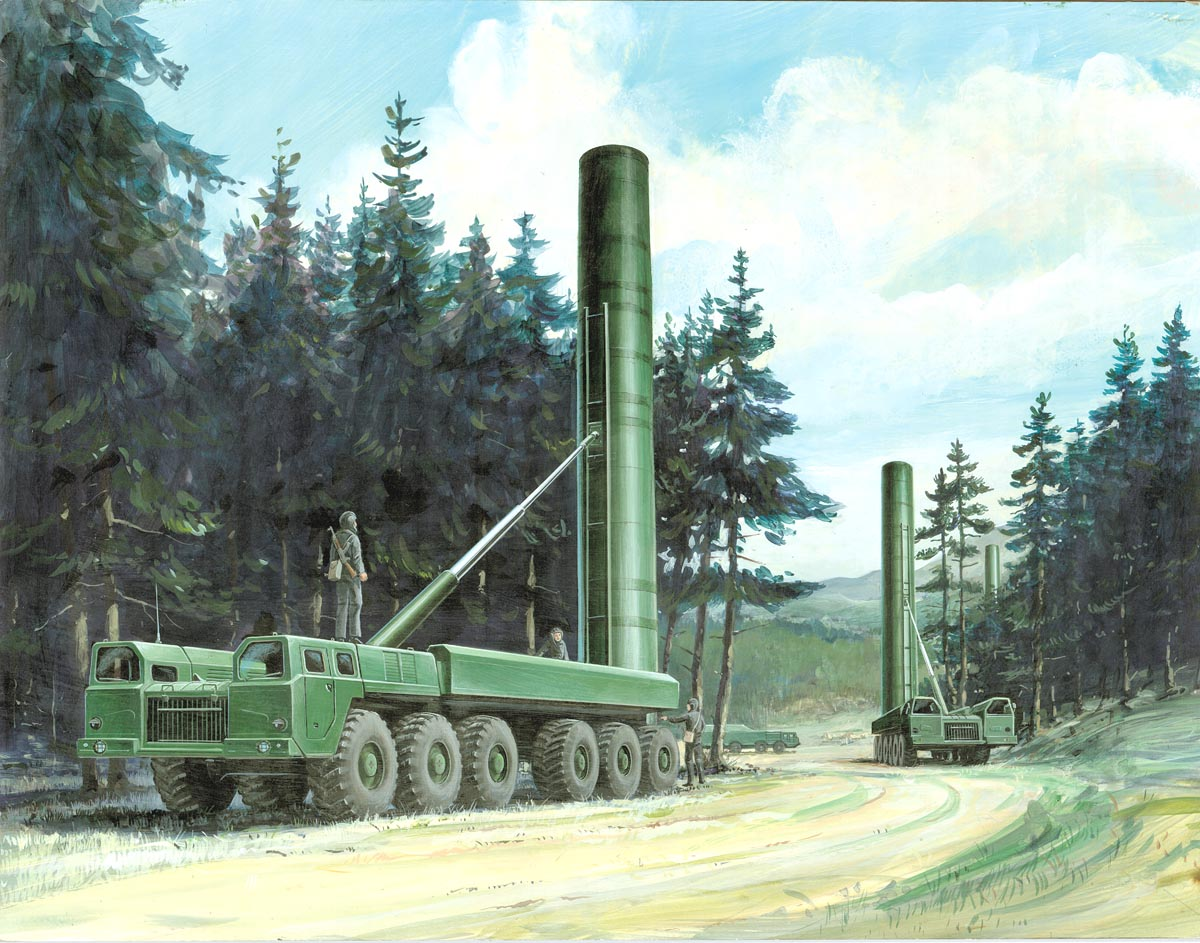
Bệ phóng SS-20

Vào giữa những năm 1970, đầu tiên ở Hoa Kỳ và sau đó là Liên Xô, các hệ thống dẫn đường bằng tên lửa laser, hồng ngoại và rada đã được tạo ra. Điều này giúp có thể đạt được độ chính xác cao trong việc bắn trúng mục tiêu (Sai số bán kính tiêu diệt - lên tới 30 mét). Các chuyên gia đã nói về khả năng đưa ra một loại tấn công hạt nhân mới - chặt đầu hoặc chói mắt, sẽ phá hủy sự lãnh đạo của phía đối diện trước khi đưa ra quyết định kích hoạt cơ chế tấn công trả đũa. Điều này làm sống lại những ý tưởng về khả năng chiến thắng "cuộc chiến tranh hạt nhân hạn chế" nhờ chiến thắng trong thời gian bay. Vào ngày 17 tháng 8 năm 1973, Bộ trưởng Quốc phòng Hoa Kỳ James Schlesinger đã tiết lộ khái niệm về một cuộc tấn công chặt chém làm cơ sở mới cho chính sách hạt nhân của Hoa Kỳ. Để nhận ra nó đã được yêu cầu để đạt được một lợi ích trong thời gian bay. Ưu tiên trong phát triển răn đe hạt nhân đã chuyển từ bộ ba chiến lược sang phương tiện trung bình và ngắn hơn. Năm 1974, cách tiếp cận này được ghi nhận trong các tài liệu sáng lập về chiến lược hạt nhân của Mỹ.
Để thực hiện học thuyết, Hoa Kỳ bắt đầu sửa đổi Hệ thống Dựa trên Chuyển tiếp, được đặt tại Tây Âu. Là một phần của dự án này, sự hợp tác giữa người Mỹ gốc Anh trong việc sửa đổi tên lửa đạn đạo trên tàu ngầm và tên lửa tầm trung đã tăng lên. Năm 1974, Vương quốc Anh và Pháp đã ký Tuyên bố Ottawa, theo đó họ cam kết phát triển một hệ thống phòng thủ chung, bao gồm cả lĩnh vực hạt nhân. Ở Liên Xô, những hành động này được coi là sự từ chối của Pháp từ khái niệm "phòng thủ độc lập" và sửa đổi một phần chính sách của chủ nghĩa gollism.
Những hành động này đã gây ra báo động ở Liên Xô. Năm 1976, DF Ustinov trở thành Bộ trưởng Bộ Quốc phòng Liên Xô, người có khuynh hướng phản ứng cứng rắn trước các hành động của Mỹ. Cơ sở của chiến lược hạt nhân sửa đổi của Liên Xô là xây dựng một đội tàu ICBM hạng nặng với MIRV IN, đồng thời, là vỏ bọc cho định hướng chiến lược của châu Âu. Vào năm 1977, Liên Xô, với lý do sửa đổi các tổ hợp RSD-4 và RSD-5 đã lỗi thời (SS-4 và SS-5), đã bắt đầu triển khai RSD-10 Pioneer (SS-20) trên biên giới phía tây của tên lửa tầm trung. Tổng cộng, khoảng 300 tên lửa thuộc lớp tương tự đã được triển khai, mỗi tên lửa được trang bị ba đơn vị chiến đấu nhắm mục tiêu cá nhân. Điều này cho phép Liên Xô phá hủy cơ sở hạ tầng quân sự của NATO ở Tây Âu - các trung tâm kiểm soát, sở chỉ huy và đặc biệt là các cảng - trong vài phút (điều này khiến cho quân đội Mỹ không thể hạ cánh ở Tây Âu trong trường hợp chiến tranh). Trong bối cảnh của sự vượt trội hoàn toàn của Liên Xô trong các vũ khí thông thường, điều này đã mang lại cho Hiệp ước Warsaw toàn bộ ưu thế quân sự trong Mặt trận châu Âu.
Để đáp lại, vào ngày 12 tháng 12 năm 1979, Hội đồng NATO đã đưa ra một quyết định kép của họ, trong đó cung cấp cho việc triển khai 572 tên lửa Pers Breath-2 ở châu Âu vào năm 1983. Thời gian hạ cánh ngắn của các tên lửa Pers Breath-2 (6 phút 8 phút) đã cho Hoa Kỳ cơ hội thực hiện cuộc tấn công đầu tiên tại các sở chỉ huy và bệ phóng của ICBM Liên Xô (tên lửa hạt nhân đang được triển khai không được tính đến trong các thỏa thuận hạn chế vũ khí chiến lược của Liên Xô). Đồng thời, các nước NATO đã đồng ý bắt đầu đàm phán với Liên Xô để giải quyết vấn đề tên lửa đồng euro của Liên Xô vào năm 1983.